# Société des Transports Intercommunaux Bruxellois - Maatschappij voor het Intercommunaal Vervoer te Brussel

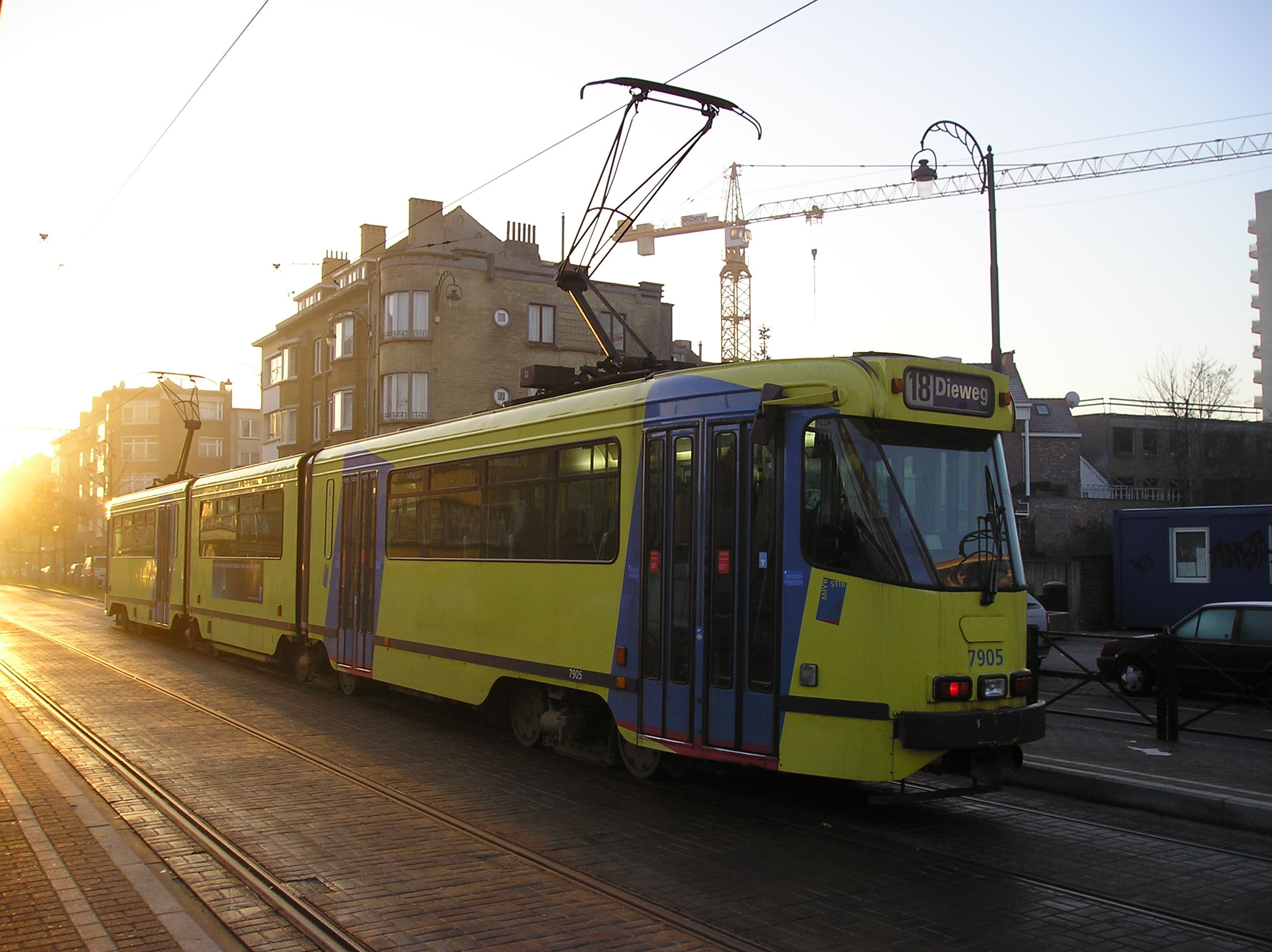
STIB: tram snodato tipo "PCC" n. 7905 a Bruxelles sulla linea 18

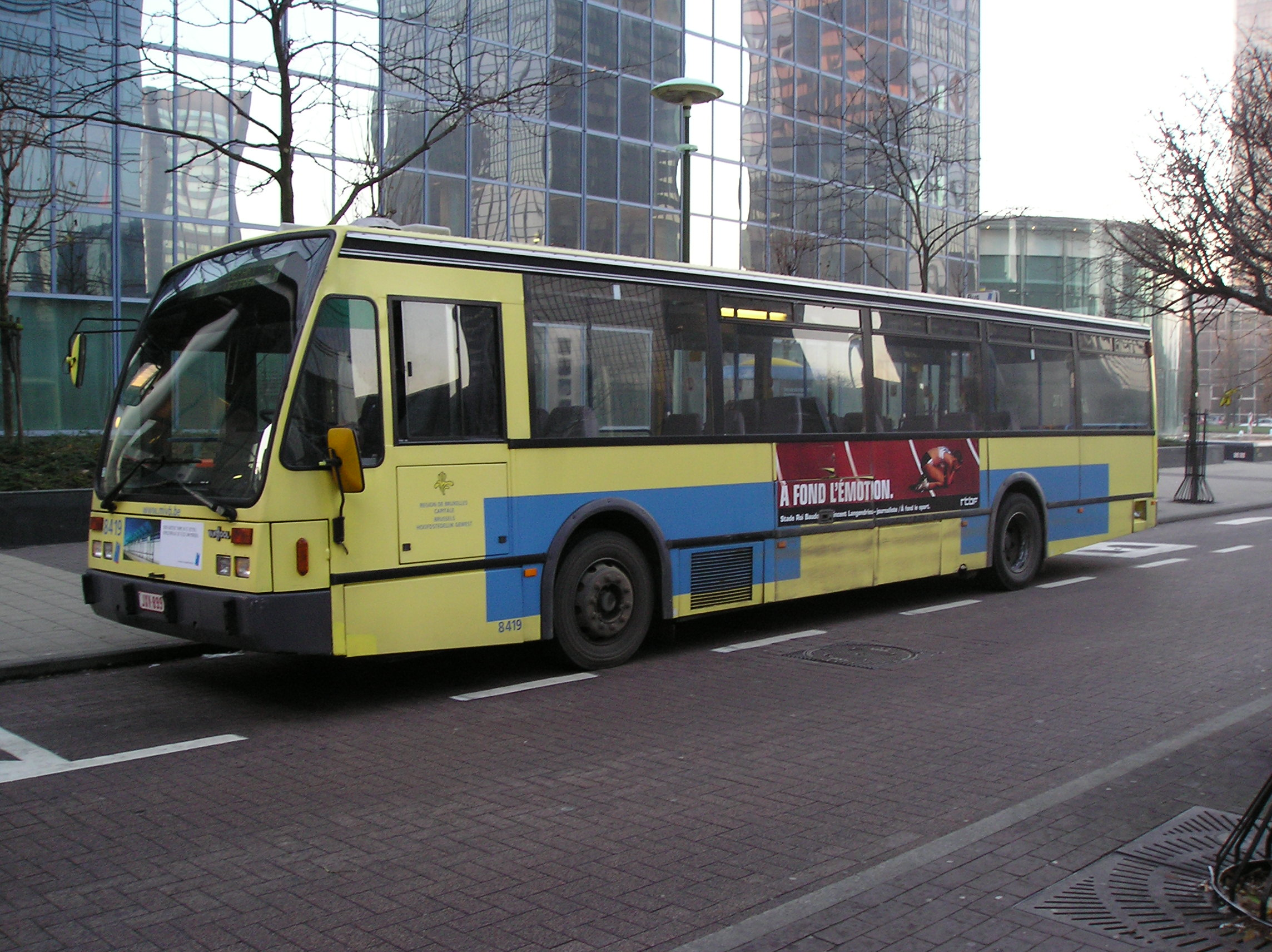
STIB: autobus Van Hool n. 8419 a Bruxelles

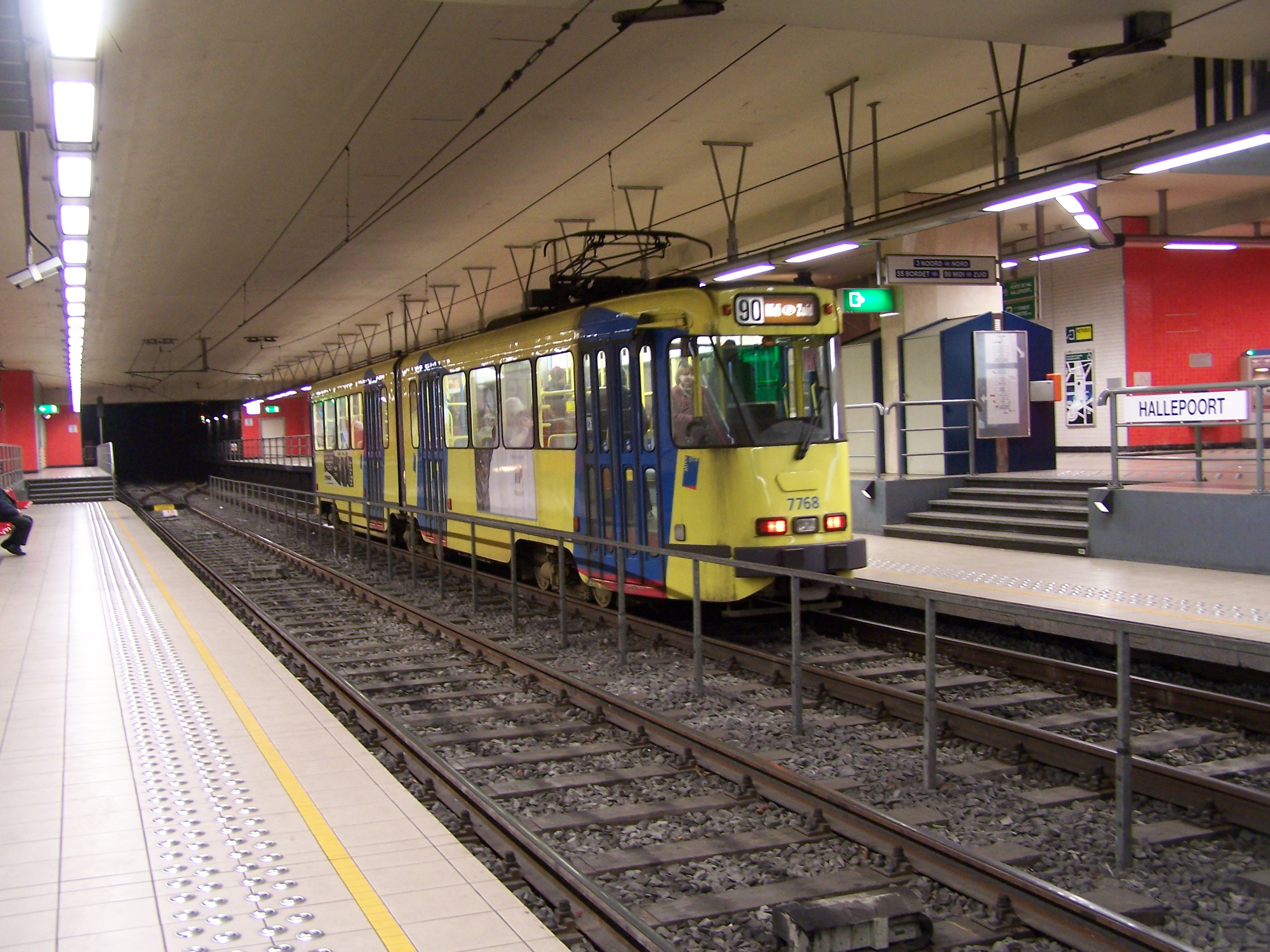
STIB: tram snodato "PCC" n. 7768 sulla linea 90 (pre-metro: in futuro linea metropolitana)

La Société des Transports Intercommunaux Bruxellois (STIB), detta in fiammingo Maatschappij voor het Intercommunaal Vervoer te Brussel (MIVB), è l'organismo che svolge il servizio di trasporto pubblico nella città di Bruxelles dal 1954, anno della sua costituzione.

## Esercizio
La STIB gestisce, con biglietto unificato, 4 linee della metropolitana cittadina (39 km), 18 tranvie (128,3 km) e 47 autolinee (348,8 km). Il servizio è esteso ai 19 comuni che costituiscono la regione di Bruxelles-Capitale (161 km²). Le vetture hanno livrea grigio-marrone, che negli ultimi anni ha sostituito la vecchia livrea giallo-blu.
In città giungono anche linee regionali, servite da altri operatori (De Lijn e TEC).